# Moshe Alshich
Moshe Alshich, (in ebraico משה אלשיך‎?, Mōsheh ῾Ālṣḥykh), anche noto con l'appellativo di Alshich Hakadosh (il Santo) (Edirne, 1508 – Safad, 1593), è stato un rabbino, mistico e rinomato kabbalista ottomano, come pure darshan (predicatore) e commentatore del Tanakh (Bibbia ebraica) vissuto nel XVI secolo.
Figlio di Hayyim Alshich, si trasferì a Safed dove divenne discepolo di Rabbi Yosef Karo. I suoi studenti inclusero Rabbi Hayim Vital e Rabbi Yom Tov Tzahalon. Morì a Safed nel 1593.
Solo ad alcuni rabbini fu assegnato il titolo di "Hakadosh" (il Santo) nella storia ebraica. Con Alshich si annoverano Isaiah Horowitz (Shelah HaKadosh), l'Arizal HaKadosh e Chaim ibn Attar (Ohr HaChaim HaKadosh), tutte figure illustri del loro tempo. Varie ragioni sono state apportate sul perché Alshich ricevesse il titolo "Hakadosh". I suoi commentari della Torah e dei Profeti sono molto diffusi e letti a tutt'oggi, specialmente per la loro forte influenza come esortazioni pratiche alla vita virtuosa.